# Bretonski jezik
Bretonski jezik (Brezhoneg; ISO 639-3: bre) je Keltski jezik kojim govore Bretonci iz Bretanje u Francuskoj. 500 000 govornika u Francuskoj (1989 International Committee for the Defense of the Breton Language). Dijalekti:  leoneg (leonais), tregerieg (tregorrois), gwenedeg (vannetais), kerneveg (cornouaillais).

## Povijest
Bretonski jezik pripada britanskoj grani keltskih jezika, i u Francusku su ga donijeli keltski doseljenici koji su došli iz Britanije u Bretanju, vjerojatno oko trećeg stoljeća nove ere. Današnji bretonski jezik je najsličniji velškom jeziku.
Bretonski se tradicionalno govori u Donjoj Bretanji, otprilike zapadno od linije koja spaja Pluhu i La Roche Bernard (istočno od Vanea). Do dvanaestog stoljeća, to je bio jezik elite. U Bretanji se kao pisani jezik koristio latinski, ali u petnaestom stoljeću prelaze na francuski.
U francuskoj kraljevini se malo pažnje posvećivalo manjinskim jezicima. Nakon francuske revolucije se to pojačalo, i ti jezici su se pežorativno nazivali patoa jezicima, pod pretpostavkom da kontrarevolucionari žele zadržati manjine „neinformiranima“.
Danas, i pored centralizma u Francuskoj i snage medija koji promoviraju francuski jezik, bretonski koristi oko 500 000 ljudi. Taj je broj ipak smanjen s 1,3 milijuna, koliko ga je govorilo 1930-ih godina. Početkom dvadesetog stoljeća, polovica stanovništva Donje Bretanje je govorila i znala samo bretonski, dok je druga polovica govorila i francuski. Do 1950. godine, ostalo je samo oko 100 000 ljudi koji govore isključivo bretonski, a danas ih je još manje. Po anketi provedenoj 1997. godine, u zapadnoj Bretanji (Breizh izel) oko 300 000 ljudi je govorilo bretonski, od čega je oko 190 000 bilo starije od 60 godina. Vjerojatno manje od 2% ih je bilo između 15 i 19 godina starosti.
1925. godine, profesor Roparz Hemon je stvorio književni časopis „Gwalarn“, čijim se devetnaestogošnjim postojanjem pokušao uzdići bretonski jezik među „međunarodne jezike“, stvarajući književna djela svih žanrova na bretonskom i prevodeći na bretonski radove svjetski priznatih pisaca.
1946. godine je Gvalarn zamijenjen časopisom „Al Liamm“. Tokom vremena su se pojavili i drugi oblici promocije, koji su stvorili velik broj književnih djela na bretonskom jeziku, pogotovo uzimajući u obzir da je u pitanju „jezik manjina“.
1977. godine je osnovan lanac škola „Diwan“ u Bretanji, u kojima se učilo na bretonskom jeziku. Lanac je sadržao i osnovne i srednje škole, i u njima je učilo na tisuće učenika.
Humoristični strip Asterix je preveden na bretonski jezik. Ovo je zanimljivo i zbog toga što, po stripu, galsko selo u kojem Asterix i Obelix žive se nalazi na poluotoku Armorika, koje se danas nalazi u Bretanji. Pored Asterixa, i drugi stripovi su prevođeni na bretonski — Tintin, Hogar Strašni, Charlie Braun ,Snoopy show i drugi.
I neki filmovi su sinkronizirani na bretonski jezik — „Lanselot“, serija „Peri Mayson“ i drugi.
Neki pjesnici, linguisti i pisci koji su pisali na bretonskom, npr. Roparz Hemon, Anđela Duval, Juen Gvernih i drugi, danas su poznati i na međunarodnoj sceni.
Danas je bretonski jezik jedini preostali od keltskih jezika koji nigdje ne postoji kao službeni. Francuska vlada odbija promijeniti drugi članak ustava Francuske (dodat 1994. godine) koji glasi „jezik republike je francuski jezik“.
Prvi bretonski rječnik, „Katolikon“ je ujedno bio i prvi francuski rječnik. Nastao 1464. godine, bio je trojezični rječnik koji je sadržao bretonski, francuski i latinski jezik. Moderni rječnici s bretonskog na npr. engleski, njemački, nizozemski, španjolski i velški jezik, pokazuju zainteresiranost mlađih generacija da održe bretonski i promoviraju ga kao svjetski priznati jezik.

## Službeni status
Bretonski ne pripada službenim jezicima Francuske, i pored službenih molbi iz ove autonomije da se jezik prizna u školama, medijima i drugim oblicima javnog života.
Pokušaj da se lanac škola Divan integrira u francuski školski sistem, koji je započela francuska vlada, a zaustavilo francusko ustavno vijeće na temelju ustava koji kaže da je jezik republike francuski te da se stoga nijedan drugi jezik ne može koristiti u državnim školama. Tubonov zakon kaže da se u obrazovanju koristi francuski jezik, te škole u kojima se uči na bretonskom jeziku ne mogu primati sredstva iz proračuna.
Ipak, autonomne vlasti koriste bretonski u ograničenoj mjeri, tako što postavljaju prometne znakove na oba jezika. Pored toga, bretonski se može skupa s francuskim vidjeti i na imenima ulica, u podzemnoj željeznici itd.

## Vanjske poveznice
- Breton language
- Breton (ar brezhoneg)